# اصلاح قانون انتخابات ایران (انقلاب شاه و مردم)

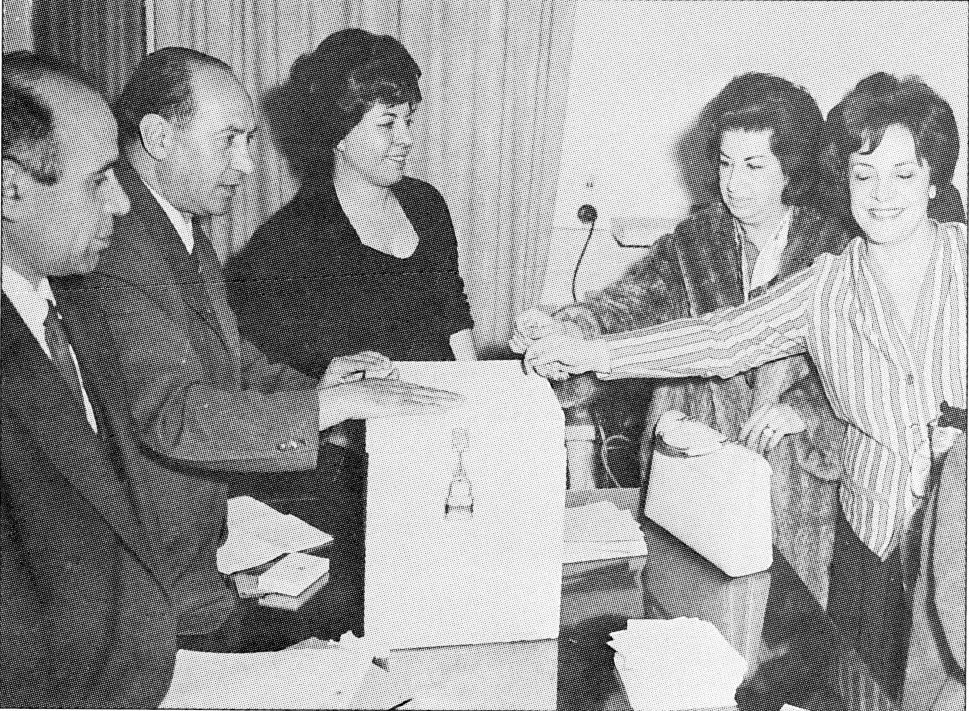
زنان به پای صندوق‌های رای می‌روند ۱۳۴۱

اصلاح قانون انتخابات ایران در چهارچوب انقلاب شاه و مردم در اصل پنجم منشورانقلاب برای دادن حق رای به زنان ورسیدن به حقوق برابر سیاسی با مردان انجام پذیرفت. دست‌آوردهای این اصل یعنی دستیابی به حقوق برابر سیاسی و اجتماعی با مردان بود. حق انتخاب کردن وانتخاب شدن زنان در انتخابات انجمن‌های استان و شهرستان و حق انتخاب شدن و انتخاب کردن در انتخابات مجلس شورای ملی و مجلس سنا به زنان ایران بر اساس این اصل و قوانین تصویب شده پس از آن داده شد.
در تاریخ ۶ بهمن ۱۳۴۱ قانون انتخابات با رای مردم اصلاح شد و انجام آن، شرکت زنان در انتخابات در شرایط حقوقی مساوی با مردان بود. زنان چون مردان توانستند در تعیین سرنوشت خودشان برای نخستین بار نقش مهمی بازی کنند. شش اصل دیگر به شش اصل نخستین مرحله انقلاب سفید افزوده شد. اصل نهم انقلاب شاه و مردم در تعمیم دمکراسی و دستیابی همه مردم ایران به عدالت و دادگستری نوشته شد. با این اصول مشارکت ملی در همه امور مملکتی و حکومت مردم بر مردم در همه سطوح زندگی اجتماعی، از پایین‌ترین تا بالاترین سطح تحقق یافت.

## پیشینه
پس از تصویب اصول فوق  زنان در ایران توانستند در انتخابات های مربوط به تعاونی‌ها، شورای ده، خانه انصاف، انجمن‌های شهر و شهرستان، و شورای داوری انتخاب  شده و یا نمایندگان خود را انتخاب کنند همچنین بر همین اساس اجازه حضور زنان در انتخابات های نمایندگان مجلس شورای ملی و مجلس سنا و حق انتخاب شدن برای مجلسین نیز برای آنان به دست آمد. دستگاه قضایی ایران در زمان رضا شاه نوسازی شد و با الهام از قوانین اروپایی با کوشش مردانی چون علی‌اکبر داور سکولار و غیر مذهبی شد و از نفوذ روحانیون درآمد.  
محمد رضا شاه پهلوی با تکیه بر قانون اساسی مشروطه و متمم آن، به ویژه با اشاره به اصل هشتم قانون اساسی مشروطه که می‌گوید: اهالی مملکت ایران در مقابل قانون دولتی متساوی الحقوق خواهد بود دست به اصلاحات برای برابری حقوق زن و مرد از نظر اجتماعی و سیاسی زد. در همه انتخابات در هر سطحی محدویت زن بودن و هم چنین شرط مسلمان بودن را حذف کرد. پادشاه ایران به همه ایرانیان از زن و مرد با هر اعتقادی پروانه داد که درزندگی اجتماعی سیاسی خود شریک باشند وبا حقوق یکسان در همه در انتخابات شرکت جویند وهر ایرانی انتخاب شده به کتاب آسمانی خود سوگند بخورد.

## قانون انتخابات انجمن‌های ایالتی و ولایتی
در متمم قانون اساسی مشروطه اصل هشتاد و نه در خصوص انجمن‌های ایالتی و ولایتی می‌باشد. بر اساس ماده هفت و نه لایحه انجمن‌های ایالتی و ولایتی اشخاص زیر حق انتخاب شدن و انتخاب کردن ندارند:
در فصل دوم و فصل سوم قانون انتخابات مجلس شورای ملی ۱۳۰۴ چنین می‌آید: بر اساس ماده ۱۰ و ۱۳ قانون انتخابات مجلس شورای ملی، محرومان از انتخاب شدن و انتخاب کردن، زنان در ردیف دیوانگان و ورشکستگان به تقصیر و گدایان و محکومان دادگستری، مقصرین سیاسی، دزدان، مجرمان و قاتلان و از هر گونه حقوق سیاسی محروم بودند. در چهارچوب انقلاب سقید اصل پنجم اصلاح قانون انتخابات این آخرین سد که پادشاه ایران آن را ننگ اجتماعی ایران می‌خواند نیز شکسته شد.
اصلاحاتی که محمد رضا شاه پهلوی در چهارچوب انقلاب شاه و مردم برنامه‌ریزی و به ملت ایران برای رفراندوم پیشنهاد کرده بود دارای شش اصل در مرحله نخست بود و اصل پنجم انقلاب اصلاح قانون انتخابات بود. قانون‌های مربوط به انتخابات در سطح‌های گوناگون تغییر یافتند تا همه مردم ایران برابر در تعیین زندگی خود بتوانند رای بدهند. قانون انتخابات انجمن‌های ولایتی و ایالتی به فرم زیر اصلاح شد و به قانون تشکیل انجمن‌های شهرستان و استان تغییر نام یافت.

## قانون تشکیل انجمن‌های شهرستان و استان
ماده ۷ این قانون می‌گوید: اشخاص زیر از حق انتخاب شدن و انتخاب کردن محروم هستند
۱ - محجورین.
۲ - ورشکستگان به تقصیر یا تقلب.
۳ - مرتکبین جنایات یا جنحه‌های بزرگ عمدی.
۴ - کسانی که سؤ شهرت دارند.
این ماده دربارهٔ شرایط انتخاب شدن و انتخاب کردن تغییر یافت و زنان از رده مجرمان و محجورین حذف شدند. قدم بعد در اصلاح قانون انتخابات، تغییر در شرایط انتخابات دو مجلس سنا و شورای ملی بود

## تغییر قانون انتخابات مجلس شورای ملی و سنا
محمد رضا شاه پهلوی در روز ۸ اسفند ۱۳۴۱ پس از پیروزی رفراندوم انقلاب شاه و مردم، در سخنرانی به مناسبت گشایش کنفرانس اقتصادی تهران، دادن حق انتخاب شدن و انتخاب کردن به زنان ایران را به دو اصل از قانون اساسی مشروطه و متمم آن استناد کرد:
... ضمناً در تشکیل مجلس، اصل دوم، مجلس شورای ملی نماینده قاطبه اهالی مملکت ایران است که در امور معاش و سیاسی وطن خود مشارکت دارند. این است که این آخرین در واقع ننگ اجتماعی ایران را در انتخابات آتیه برطرف خواهیم کرد و قاطبه اهالی این مملکت و هر یک از افراد این مملکت در سرنوشت خودشان و در انتخابات ایران شرکت خواهند کرد و این هم مطابق قانون اساسی مملکت است.
اصل دوم قانون اساسی می‌گوید: مجلس شورای ملی نماینده قاطبه اهالی مملکت ایران است که در امور معاشی و سیاسی وطن خود مشارکت دارند
به موجب اصل هشتم قانون اساسی مشروطه: اهالی مملکت ایران در مقابل قانون دولتی متساوی الحقوق خواهند بود.

## قانون شرکت بانوان در انتخابات
قانون شرکت بانوان در انتخابات مصوب ۱۳۴۳۰۲۰۱۰ - این قانون دارای یک ماده است که در نشست روز ۳۱ فروردین ماه ۱۳۴۳ به تصویب مجلس سنا رسید و در تاریخ ۱۰ اردیبهشت ماه ۱۳۴۳ به تصویب مجلس شورای ملی به ریاست  عبدالله ریاضی رسید.
با تصویب این قانون زنان به مجلس شورای ملی و سنا راه یافتند و در انتخابات کشور از دو مجلس شورای ملی و سنا تا در انتخابات در سطح ده شرکت جستند. زنان به مقاماتی چون سفارت، وزارت، نمایندگی مجلس، قضاوت، استادی دانشگاه‌ها، وکالت دادگستری، شهرداری، مدیریت شرکت‌ها و مقامات حساس دیگر رسیدند. زنان در نیروهای مسلح شاهنشاهی استخدام شدند و در لباس و مقام افسری به ایران خدمت کردند.
پس از تصویب این قانون فرخ رو پارسا پزشک، معلم، استاد دانشگاه، کنشگر امور زنان و فعالی سیاسی به عنوان نخستین وزیر زن ایران، پست وزارت آموزش و پرورش در کابینه هویدا بر عهده گرفت.
اصل پنجم و اصل نهم انقلاب شاه و مردم با دستاوردهای مستقیم و غیر مستقیم اشان به منظورایجاد برابری حقوق زن و مرد در ایران و گسترش عدالت و دادگستری به وسیله مردم بر مردم بود.

## تشکیل خانه انصاف
برای آوردن عدالت و دادگستری برای روستاییان و آسان ساختن راه برای حل شکایت‌های روستایی در محل روستا قانون تشکیل خانه انصاف به تصویب رسید. خانه انصاف یک دادگاه واقعی روستایی بود که برای رسیدگی و حل و فصل اختلافات میان ساکنان روستاها ایجاد شد. پنج تن قاضی‌های خانه انصاف را اهالی ده برای سه سال انتخاب می‌کنند. اعضای خانه انصاف افتخاری خدمت می‌کنند تشکیل خانه انصاف در چهارچوب انقلاب سفید و اصل پنجم آن جلوه‌ای از سیاست کلی توسعه و تصمیم مشارکت مردم، زن و مرد بود.
جلسات خانه انصاف در یکی از جاهای عمومی ده مانند مسجد یا مدرسه یا تکیه یا محل دیگری که رئیس خانه انصاف مناسب داند تشکیل خواهد یافت.

## تشکیل شورای داوری
شوراهای داوری همانند خانه‌های انصاف از پنج قاضی مورد اعتماد اهل محل برای درازای چهار سال تشکیل می‌شد. از آن جا که دعواهای شهری پیچیده‌تر از مسایل روستاها بود در هر حوزه شورای داوری یک نفر می‌بایستی آشنا به مسایل حقوقی باشد مانند قاضی‌های دادگستری، وکیل‌های دادگستری، یا استادهای دانشگاه یا سردفتران به عنوان مشاور قضایی شورای داوری خدمت می‌کردند. شوراهای داوری در جای مدرسه‌ها، شهرداری‌ها، و ساختمان‌های عمومی تشکیل می‌شد که هزینه‌ای نداشت و رایگان بود.

## انجمن‌های شهر و ده
انجمن ده مسئول حفظ و اداره کردن دارایی منقول و غیرمنقول متعلق به ده و اقامه دعوی بر اشخاص و دفاع از دعاوی اشخاص علیه انجمن ده بود.
قانون نظام صنفی وایجاد شوراهای آموزش و بهداری از دیگر دستاوردهای اصل نهم انقلاب شاه و مردم بود.

## قانون حمایت خانواده
پس از به‌دست آوردن حق انتخاب شدن و انتخاب کردن در شرایط برابر اجتماعی و سیاسی با مردان، برای تکمیل کردن حقوق اجتماعی زنان به عنوان یک فرد جامعه در تاریخ ۲۷ فروردین ۱۳۴۲ قانون حمایت خانواده تصویب شد. این قانون طلاق یک طرفه را لغو می‌کند، به چند همسری به سختی پروانه می‌دهد و زن‌ها حق درخواست طلاق می‌گیرند.} برای سرپرستی کودک نیز مادر به حساب می‌آید، کودک پس از طلاق یا درگذشت پدر به مادر سپرده می‌شود.

## مخالفت اسلامگرایان
با اعلام شش اصل نخست انقلاب شاه و مردم و اعلام دو اصل اصلاحات ارضی و اصل پنجم آن یا اصلاح قانون انتخابات کشور برای دادن حق رای به همه ایرانیان در شرایط حقوقی و اجتماعی و سیاسی برابر، اسلامگرایان که آزادی زنان ایران و اصلاحات ارضی اصول را خلاف اسلام می‌دانستند. خمینی این رفراندوم را عملی علیه الله و کاری اشتباه و جرم اعلام کرد. از مهرماه ۱۳۴۱ تنش ایران را به سرکردگی خمینی فرا گرفت تا اینکه در ۱۴ خرداد ۱۳۴۲ خمینی در یک سخنرانی، مردم را به شورش خواند. خمینی در ۱۵ خرداد ۱۳۴۲ دستگیر و به تهران آورده شد.